# Сумерска уметност
Сумерско Акадска култура (2900.- 1950. п. н. е.) јавља се рано с тим да су неки градови најпре у Сумеру имали предноси и значај од осталих. Тако Ур у И Урској династији од 2280.- 1600. п. н. е. (а после њега и Урук и Лагаш) основана је држава у Сумеру која се простирала све до средоземља. После двадесетак година под Сарагоном настала је прва монархија коју су касније проширили Акади од средоземља до Елама. После су владале династије Ура и успеле да поставе своју владавину. Период Џемедетски траје од 2900. до 2600. п. н. е. ранодинастички период Ура I од 2500.- 2400. п. н. е. акадски период 2350.- 2170. п. н. е. и период III династије Ура 2050.- 1950. п. н. е.
Сумери су творци клинастог писма. Имају мало остатака из области архитектуре, јер је њихов грађевински материјал черпић и дрво. Неоптерећени животом после смрти, њихова уметност је утилитарна и прагматична. 
Сумерска скулптура је геометријска и експресивна, а не реалистична. Сумерски вајар форму добија комбиновањем купе и ваљка, за разлику од Египћана, чије су скулптуре кубичне. Руке и ноге су округле као цеви, а дуге сукње које носе су тако глатке и округле, као да су рађене на стругу. Ова карактеристика се задржала и много касније, у месопотамској скулптури, која је била знатно била богатија облицима. Сумерске скулптуре су моделоване од разних врста материјала или ливене у бронзи. Фигуре су снажне здепасте, замишљеног израза, неидеалних пропорција: кратак врат, широка рамена, велики нос, без истакнутог покрета. Очи су неприродно велике и најупадљивији су елемент скулптуре, која је махом упрошћена. Изведене су уметањем разнобојног материјала и драгоценог камења. Вероватно представљају духовност (божанства имају знатно веће очи од обичних људи). Рељеф: нема перспективе и скраћења, важи закон фронталитета (око и горњи делови тела фронтално, а лице и ноге у профилу), дубина се приказује помоћу равни. 

## Сумерска уметност
Сумери су живели у градовима-државама, од којих је свака имала свог месног бога, док је владар, врховни свештеник, био представник бога на земљи. Њихова уметност је углавном била намењена обожавању божанстава.
Дела:
- Женска глава из Урука, 3500 – 3000. године п. н. е.

Статуа је била у природној величини. Тело је вероватно било израђено од дрвета, које је временом пропало, тако да је сачувана само мермерна глава. Очи и обрве су биле изведене уметањем материјала, а глава је била прекривена периком од злата или бакра. Као уметничко дело, ова глава је на истом нивоу као и најлепша дела египатског вајарства Старог царства- Меко заобљени образи, фини лукови усана, комбиновани са непомичним погледом огромних очију стварају равнотежу између чулности и строгости, достојну сваке богиње. Налази се у ирачком музеју у Багдаду.
- Кипови из Абуовог храма, 2700. – 2500. године п. н. е.

Скупина десетак фигура предсатвља божанства, свештенике и вернике. Највиша међу њима је Абу - бог вегетације, висока 76cm. Друга по величини је богиња мајка. Два божанства разликују се од осталих фигура, поред висине и већим пречником зеница. Цела група је вероватно стајала у цели Абуовог храма. Свештеници и верници су стајали пред божанствима и очима разговарали са њима. Веровало се да су богови присутни у својим ликовима, а да статуе верника замењују портретисане особе и у њихово име читају молитве. Ипан, ликови немају тежњу за постизањем стварне сличности са портретисаним особама. Тела и лица су строго упрошћена и шематска, да не би скретала пажњу са очију. Ова скупина је исклесана од комада мермера.
- Застава из Ура, 2500. године п. н. е.

Застава из Ура представља украсну плочу са двоструким прочељем. Тема је рат и мир, са инкрустацијама. Садржи фриз од злата и lapis lazuli (камен модар са искрицама злата). Истиче се сређеност, постигнута увођењем линија тла. На горњем делу је представљена гозба, а у доњем робови који доносе јела. Достојанственици који седе су исте висине као и они који стоје, док су робови мањи - хијерархија представљена изокефалијом. Материјализација је примитивна - на исти начин се третирају људска кожа и хаљине од козје длаке.
- Јарац и дрво, из Ура, 2600. п. н. е.

То је жртвени сталак из Ура. Направљен је, не клесањем из једног комада камена, већ додавањем различитих „меких“ материјала - дрвета, златних листића и лазулита, што му знатно додаје на реалистичности. Сталак приказује јарца који се пропиње уз расцветало дрво. Животиња је чудесно жива и пуна снаге. Има скоро демонски поглед док нас посматра између грана симболичког дрвета, посвећеног богу Тамузу. Представља отелотворење принципа мушкости у природи. Овакво удруживање животиња са божанствима је наслеђено из праисторије. Оно по чему се Сумери разликују је што њихове свете животиње имају активну улогу.
- Харфа из Ура, око 2600. п. н. е.

Сачуван је уметак у корпусу резонатора харфе, ка коме су приказане разне животиње које обављају људске послове - вук и лав носе храну на неку гозбу, магарац, јелен и медвед свирају на истој харфи на којој се украс и налазио. На врху се налази омиљени сумерски мотив - јунак који држи два обгрљена бика са људским главама. Диспозиција ликова је на хоризонталним линијама тла - као у египатској уметности, али је уметник очигледно био веома слободан у приказивању ликова. Преклапање ликова и скраћење рамена није било карактеристично за строге египатске каноне. Иако ова представа данас изгледа комично, она вероватно није израђена у тој намери, а право значење није сачувано. Ипак, ту видимо најстарије претке басни о животињама.

## Акадска уметност
Пред крај ранодинастичког периода, моћ градова-држава је почела да опада. У исто време Семити, настањени у северној Месопотамији су се кретали на југ и на многим местима преплавили Сумерце. Они су прихватили сумерску цивилизацију, али су били мање везани за традиције града-државе. Зато не изненађује што су они у Саргону из Акада и његовим наслидницима видели прве месопотамске владаре који су се отворено називали краљевима и тежили да владају целом земљом. Уметност се нашла пред новим задатком – глорификација суверена. Долази до удаљавања од формалне апстракције код скулптура, као новог схватање краљевског достојанства.
Рељеф постаје слободнији – пирамидалне композиције. Већа је реалистичност представљања. Слике причају причу, а не приказују лепоту. Уметност је световног карактера и велича краља. Јавља се стилизација косе и браде. 
Дела:
- Глава акадског владара, 2300 – 2200. године п. н. е., бронза

Без обзира на то што су јој очи ископане (у њих је некад био уметнут неки драгоцен материјал), она је још увек убедљива у сличности и величанствена. Лице је уоквирено богато уковрџаном косом и брадом. Иако је моделована са невероватном прецизношћу, не губи органски карактер и не постаје пуки орнамент. Сложена техника ливења и уметања драгог камења говори о правом мајсторству. 
- Победничка стела Нарам – Сина, 2300 – 2200. године п. н. е., најстарији споменик у славу освајача

Саргонов унук, Нарам-Син, овековечио ј себе и своју победоносну војску у рељефу на великој стели - усправној каменој плочи од ружичастог пешчара, која је служила као белег. Одбачене су укочене линије тела. Краљеви војници напредују између дрвећа на падини планине. Изнад њих стоји Нарам-син, тријумфујићи, док побеђени непријатељски војници моле за милост. Греју га три сунца - повољне звезде, симболи божанске владавине. Он је снажно активан, као и његови војници, али његова величина и изолован положај му дају надљудски статус. Носи круну са роговима, која је до тада била резервисана за богове. иза њега су само врх планине и небеска тела. Лице му је приказано у профилу, док су очи и рамена фронтални (Види Уметност старог Египта). Покушај дочаравања простора суперпонирањем ликова, али на косој линији, за разлику од досадашње хоризонталне.

## Новосумерско раздобље
Власт акадских краљева окончана је када су племена са североистока сишла у месопотамску равницу и завладала њом за више од пола века. Истерали су их 2125. п. н. е. краљеви из Ура. Они су обовили уједињено краљевство. За време туђинске владавине, Лагаш, данашњи Телох, један од градова-држава је успео да задржи независност. његов владар, Гудеа, био је довољно опрезан да краљевску титулу врати градском богу и обнови његов култ. 
Дела:
- Глава Гудеа

Гудеа, ма колико био привржен традиционалним вредностима, наследио је и осећај личне важности од акадских краљева. Његова портретна глава много је мање изразито индивидуална од глава акадских владара, али њени облици су далеко од чисте геометризације раних сумерских скулптура. Израђена је од диорита са наглашеном префињеношћу и толико углачана да изазива необичну игру светлости на лицу.

## Вавилон
Други миленијум пре нове ере је био период скоро непрекидних немира у Месопотамији. Централна власт била је у рукама домаћих владара само у периоду између 1760. и 1600. године п. н. е., када је Вавилон преузео улогу коју су некад имала Акад и Ур. Хамураби, оснивач вавилонске династије, је најзначајнија фигура тог раздобља. Гледао је на себе као на миљеника бога сунца Шамаша, чија је мисија била увођење правде на земљи. Град је постао културно средиште Сумера и сачувао углед још више од хиљаду година пошто је прошпала његова политичка моћ. 
Уметност из овог периода је слична новосумерској. Одликују је мноштво фантастичних животиња, бикова и лавова, чији су кипови стражарили на вратима. У овом периоду настао је Хамурабијев законик (око 1760. године п. н. е.). Законик је исклесан на високој стени од диорита, на чијем врхз је представљен сам Хамураби очи у очи са богом Шамошем, што представља паралелу са статуама из Абуовог храма. Иако је исклесан четири века после Гудеиних статуа, он је чврсто везан за њих, како стилом, тако и техником. Рељеф је веома висок, тако да фигуре делују издужено у односу на фигуре на Нарам-Синовој стели.